# بيتر هال (لاعب كريكت)
بيتر هال (4 ديسمبر 1927 في الصين - 30 مايو 2014 في نيوزيلندا) (بالإنجليزية: Peter Hall)‏ هو لاعب كريكت نيوزلندي.

## وصلات خارجية
- بيتر هال على موقع إي آس بي آن كريك إنفو (الإنجليزية)